# Baconia lewisi
Baconia lewisi är en skalbaggsart som beskrevs av Miłosz A. Mazur 1984. Baconia lewisi ingår i släktet Baconia och familjen stumpbaggar. Inga underarter finns listade i Catalogue of Life.